# Tecnophilus croceicollis
Tecnophilus croceicollis är en skalbaggsart som beskrevs av Ménétriés. Tecnophilus croceicollis ingår i släktet Tecnophilus och familjen jordlöpare. Inga underarter finns listade i Catalogue of Life.